# Mambajao
Mambajao è una municipalità di terza classe delle Filippine, capoluogo della provincia di Camiguin, nella regione del Mindanao Settentrionale.
Mambajao è formata da 15 baranggay:
- Agoho
- Anito
- Balbagon
- Baylao
- Benhaan
- Bug-ong
- Kuguita
- Magting
- Naasag
- Pandan
- Poblacion
- Soro-soro
- Tagdo
- Tupsan
- Yumbing